# الوی اماگات
الوی اماگات (انگلیسی: Eloi Amagat؛ زادهٔ ۲۱ مهٔ ۱۹۸۵) بازیکن فوتبال اهل اسپانیا است.
از باشگاه‌هایی که در آن بازی کرده‌است می‌توان به باشگاه فوتبال ژیرونا اشاره کرد.